# William T. Cavanaugh
William T. Cavanaugh est professeur de théologie à l'université DePaul de Chicago depuis 2010.

## Biographie
Il a obtenu un Bachelor of Arts en théologie à l'université Notre-Dame en 1984, puis un Master of Arts de l'université de Cambridge en 1987. Après avoir travaillé pour la Croix-Rouge à Santiago, il étudie à l'université Duke ou il obtient un PhD en religion en 1996. Il enseigne à l'University of St. Thomas depuis 1995 et à l'université DePaul de Chicago depuis 2010.
Il publie régulièrement dans la revue Modern Theology.

### en anglais
- Torture and the Eucharist: Theology, Politics, and the Body of Christ. Oxford: Blackwell Publishing, 1998.
- Theopolitical Imagination. New York: T&T Clark, 2003.
- Being Consumed: Economics and Christian Desire. Grand Rapids, MI: Eerdmans Publishing, 2008.
- The Myth of Religious Violence: Secular Ideology and the Roots of Modern Conflict. Oxford: Oxford University Press, 2009.
- Migrations of the Holy. Grand Rapids, MI: Eerdmans Publishing, 2011.

### en français
- Être consommé : une critique chrétienne du consumérisme [« Being Consumed: Economics and Christian Desire »]  (trad. de l'anglais), Paris, L'Homme nouveau, 2007, 163 p. (ISBN 978-2-915988-14-7)
- Eucharistie : Mondialisation [« Theopolitical Imagination »], Ad Solem, 2008, 128 p. (ISBN 978-2-940402-25-0)
- Le Mythe de la violence religieuse : Idéologie séculière et violence moderne [« The Myth of Religious Violence: Secular Ideology and the Roots of Modern Conflict »]  (trad. de l'anglais), Paris, L'Homme nouveau, 2009, 382 p. (ISBN 978-2-915988-29-1)
- Torture et Eucharistie : La théologie politique et le Corps du Christ [« Torture and the Eucharist: Theology, Politics, and the Body of Christ »], Ad Solem, 2009, 448 p. (ISBN 978-2-940402-39-7)
- Migrations du sacré : Théologies de l'État et de l'Église [« Migrations of the Holy »]  (trad. de l'anglais), Paris, L'Homme nouveau, 2010, 254 p. (ISBN 978-2-915988-33-8)
- Comme un hôpital de campagne : L'Engagement de l'Église dans un monde blessé [« Field Hospital: The Church's Engagement With a Wounded World »]  (trad. de l'anglais par Solène Semichon), Paris/Perpignan, DDB, 2016, 426 p. (ISBN 978-2-220-08355-1)
- Église, Politique et Eucharistie : Dialogue avec William T. Cavanaugh, Paris, Cerf, 2016, 184 p. (ISBN 978-2-204-11333-5)
- Idolâtrie ou liberté : Le défi de l'Église au XXIe siècle, Paris, Salvator, 2022, 197 p.  (ISBN 978-2-7067-2231-8), recueil de divers articles inédits en français et traduits par Sylvain Brison.